# Grenada Boys’ Secondary School
Grenada Boys’ Secondary School (GBSS; früher: St. George’s Grammar School) ist eine weiterführende Schule in Grenada. Sie ist eine der ältesten Oberschulen auf der Insel.

## Geschichte
Die Grenada Boys’ Secondary School wurde am 2. Februar 1885 eröffnet, damals noch als Grammar School. Die Räumlichkeiten befanden sich in Mrs. Grey Lokalitäten in der Hospital Street (dem heutigen Standort der First Caribbean International Bank in Church Street) in St. George’s. Zu Beginn hatte die Schule  10 männliche Schüler.
1910 bis 1911 wurde die Schule umstrukturiert und in Grenada Boys’ Secondary School umbenannt. gleichzeitig zog sie um in die Melville Street an den heutigen Standort der Police Barracks. Die neuen Räumlichkeiten wurden am 18. September 1911 eröffnet mit einer Schülerschaft von 23 Jungen. Im Mai 1946 wurde die Schule erneut verlegt nach Tanteen in Holzbaracken (Wooden Barracks), in denen vorher das Windward Island battalion für den Zweiten Weltkrieg untergebracht gewesen war. Die Wooden Barracks wurden durch Hurrikan Ivan 2004 zerstört. Die Schule erlitt erneut schwere Verwüstungen durch zwei Feuer im April und Juni 2005. Das Auditorium wurde durdh Sponsoring von Digicel 2005 erneuert und ein Schulneubau wurde von 2006 bis 2008 durchgeführt. Die Regierung finanzierte dies mit Hilfe der Weltbank.
Die GBSS war im Laufe ihrer Geschichte hauptsächlich eine Schule für Jungen. Es gibt jedoch einige koedukative Ansätze. Mittlerweile dürfen Mädchen  die Sixth Form (A-level) besuchen. Mädchen waren ab 1982, zur Zeit des Peoples’ Revolutionary Government, bereits ab Form I zugelassen (bis  1987). Dieses Experiment lief jedoch ab 1991 wieder aus.
Die Schule hat mittlerweile über 830 männliche Schüler. Die Lehrerschaft besteht aus dem Schulleiter (Principal), 50 Lehrern und zwei Counselors. Die Schulfarben sind nach „Häusern“ verteilt: Archer Blau, Hughes Grün, Baptiste Gelb, Mcguire Rot.

## Persönlichkeiten
- David Hedog-Jones (~ 1875–1942), Schulleiter[2]

### Alumni
- Kirani James
- Paul Durae Duncan
- Sir Paul Scoon
- Sir Leo Victor de Gale[3]
- Herbert Blaize[4]
- Sir Nicolas Brathwaite[5]
- Peter David
- K. Dwight Venner
- Kurt Felix
- Lindon Victor
- Corey Ollivierre
- Junior Murray
- Vincent Darius
- Jacob Ross[6]